# Лонг-Прери (тауншип, Миннесота)
Лонг-Прери (англ. Long Prairie) — тауншип в округе Тодд, Миннесота, США. На 2010 год его население составило 844 человека.

## География
По данным Бюро переписи населения США площадь тауншипа составляет 86,8 км², из которых 85,8 км² занимает суша, а 1,0 км² — вода (1,13 %).
Территорию населённого пункта пересекает река Лонг-Прери, в честь которой и назван тауншип.

## Демография
По данным переписи населения 2000 года здесь находились 823 человека, 294 домохозяйства и 241 семья. Плотность населения — 9,6 чел./км². На территории тауншипа расположено 310 построек со средней плотностью 3,6 построек на один квадратный километр. Расовый состав населения: 97,45 % белых, 0,12 % афроамериканцев, 0,12 % коренных американцев, 0,24 % азиатов, 1,22 % — других рас США и 0,85 % приходится на две или более других рас. Испанцы или латиноамериканцы любой расы составляли 1,58 % от популяции тауншипа.
Из 294 домохозяйств в 34,4 % воспитывались дети до 18 лет, в 75,5 % проживали супружеские пары, в 3,1 % проживали незамужние женщины и в 18,0 % домохозяйств проживали несемейные люди. 16,3 % домохозяйств состояли из одного человека, при том 5,1 % из — одиноких пожилых людей старше 65 лет. Средний размер домохозяйства — 2,80, а семьи — 3,12 человека.
28,3 % населения — младше 18 лет, 6,3 % — в возрасте от 18 до 24 лет, 24,7 % — от 25 до 44, 26,7 % — от 45 до 64, и 14,0 % — старше 65 лет. Средний возраст — 40 лет. На каждые 100 женщин приходилось 98,8 мужчин. На каждые 100 женщин старше 18 приходилось 104,2 мужчин.
Средний годовой доход домохозяйства составлял 44 792 доллара, а средний годовой доход семьи — 53 077 долларов. Средний доход мужчин — 30 948 долларов, в то время как у женщин — 24 375. Доход на душу населения составил 17 903 доллара. За чертой бедности находились 4,1 % семей и 4,6 % всего населения тауншипа, из которых 4,9 % младше 18 и 9,5 % старше 65 лет.